# لی بروگدن
لی بروگدن (انگلیسی: Lee Brogden؛ زادهٔ ۱۸ اکتبر ۱۹۴۹) بازیکن فوتبال است.